# Teste di cono
Teste di cono (Coneheads) è un film statunitense del 1993 del regista Steve Barron, distribuito dalla Paramount Pictures.
Il film è ispirato agli sketch andati in onda nel programma televisivo Saturday Night Live nella stagione 1976/1977.

## Trama
Dopo aver scoperto un UFO nello spazio aereo americano, la Guardia Nazionale invia degli aerei da combattimento per indagare che sparano sul velivolo quando questo non risponde. Attivando un dispositivo di occultamento troppo tardi, l'astronave si schianta nell'Oceano Atlantico, vicino a Manhattan. Gli alieni del pianeta Remulak a bordo, Beldar Clorhone e il suo "genetomate", Prymaat, sopravvivono e si adattano rapidamente allo stile di vita umano, nonostante si distinguano con le loro teste coniche e le voci dal suono metallico. Beldar fu incaricato dal Gran Maestro Mintot di conquistare la Terra come stazione di rifornimento protoide sotto il titolo di "Sondaggio carburante Underlord of the Wilderness Planet alla fine della catena solare di Noctolium". Beldar trova lavoro come riparatore di elettrodomestici e quando il suo capo riconoscente, Otto, scopre che Beldar non ha documenti, organizza una falsa identità, che fa alzare una bandiera rossa che avverte rapidamente l'INS. Nel frattempo, dopo aver comunicato con Marlaxx, un altro alieno del loro mondo, e aver scoperto che una nave di salvataggio non arriverà per 7 "Zurl" (16 anni), Prymaat informa Beldar di essere incinta. Ora devono adattarsi completamente e mimetizzarsi in modo sicuro, al fine di crescere il loro bambino tra gli umani. L'ambizioso agente dell'INS, Gorman Sneedling, e il suo assistente, Eli Turnbull, tentano di catturare Beldar e Prymaat, ma riescono a eludere i due agenti.
Mesi dopo, Beldar è diventato un rispettato tassista e la coppia vive nel seminterrato di Khoudri, il suo capo. Dopo la nascita della loro figlia, Connie, acquistano una casa e si trasferiscono nella periferia di Paramus, nel New Jersey, adottando il cognome Conehead. Beldar inizia una nuova carriera, questa volta come istruttore di guida. Nel frattempo, Gorman ottiene una promozione e decide di lasciare il caso dei Conehead all'agente che lo sostituisce. La sua promozione, tuttavia, viene presto frenata dalle spese estreme del caso, costringendo Gorman a continuare fino alla chiusura.
Ora che è un'adolescente, tutto ciò che Connie Conehead vuole fare è adattarsi ai suoi coetanei, con grande disappunto di suo padre, specialmente quando inizia a vedere Ronnie Bradford, un meccanico. Ciò provoca tensione tra Connie e Beldar, che disapprova fortemente Ronnie, con Beldar che arriva al punto di strappare il tetto della macchina di Ronnie e minacciarlo dopo aver cercato di fare l'amore con Connie (un atto che fa arrabbiare molto Connie). Nonostante questo, Ronnie e Connie fanno pace dopo aver parlato. Nel frattempo, Beldar è preoccupato di vincere un trofeo di golf nel suo country club, mentre Prymaat si preoccupa per l'attrattiva di Beldar per lei a causa di una delle studentesse di Beldar, Gladys Johnson, che gli sta provando.
Gorman ed Eli rintracciano i Conehead a casa loro e fingono di essere testimoni di Geova per ottenere l'ingresso nella casa di Conehead. Durante la conversazione, Prymaat scopre che il loro dispositivo di comunicazione con Remulak sta emettendo un segnale acustico e dice prontamente a Beldar che ha una telefonata dal "Big Phone". Ciò induce Beldar a espellere prontamente Gorman ed Eli dalla loro casa. Beldar riceve quindi la notizia che la loro nave di salvataggio è in viaggio.
Quella sera, a una festa in costume, Beldar vince il trofeo di golf. Dopo che a Connie viene detto che saranno presto salvati. Disubbidisce alle sue "unità genitoriali" tornando a casa con Ronnie. Una volta lì, Connie consuma quasi la loro relazione usando gli "anelli sensoriali" dei suoi genitori. Beldar e Prymaat si avvicinano a loro, proprio mentre l'INS si presenta per prendere i Coneheads in custodia. Ronnie aiuta a bloccare l'INS mentre arriva la nave di soccorso. La loro nave di salvataggio arriva appena in tempo e Gorman ed Eli vengono portati a bordo con Beldar, Prymaat e Connie.
Su Remulak, Beldar viene accolto a casa, presentando al Gran Maestro una varietà di "doni" dalla Terra, inclusi Gorman ed Eli come schiavi. Mintot è inizialmente soddisfatto di ciò che Beldar ha realizzato durante il suo tempo sulla Terra, fino a quando non si accorge che Beldar si è fatto tappare i denti (qualcosa che Beldar aveva fatto su consiglio di Otto come parte del mimetizzarsi). Accusa Beldar di tradimento e lo condanna a combattere il feroce Garthok ("narful il Garthok"), con grande angoscia di Prymaat.
Dopo che il Garthok uccide facilmente e in modo raccapricciante altri che sono stati condannati a combatterlo, Beldar usa le sue abilità di golfista terrestre per salvarsi, uccidendo la creatura. Per la sua vittoria, gli viene quindi concessa una richiesta: Beldar desidera tornare sulla Terra per supervisionare la sua conquista, portando con sé Gorman come seguace. Mintot è d'accordo ed Eli viene lasciato indietro, diventando l'assistente personale del Gran Maestro, acclimatandosi al suo nuovo ruolo piuttosto rapidamente. Beldar parte per la Terra con Prymaat, Connie e Gorman al seguito. Dimostra presto che i sentimenti di Connie sono più importanti per lui della conquista planetaria fingendo rapidamente un attacco alla Terra. Beldar ordina alla sua forza di invasione di ritirarsi e procedere verso il loro obiettivo secondario in un'altra parte della galassia, facendo sembrare che la sua astronave sia stata distrutta da un'arma superiore. Per avergli risparmiato la vita, Gorman accetta di dare la Green Card di Coneheads in cambio di Beldar che dimostra di avere un talento commerciabile che nessun altro cittadino americano possiede, cosa che Beldar accetta con fiducia.
Due anni dopo, Ronnie arriva per portare Connie al ballo. Beldar dà a Ronnie 55 parole di consiglio, e poi usa un'enorme disposizione di lampadine flash sulla sua fotocamera Polaroid costruita in casa per documentare il lieto evento. Mentre Connie e un Ronnie ormai bruciato dal sole se ne vanno, Beldar e Prymaat guardano la foto di grandi dimensioni, dicendo: "Ricordi, ce li godremo".

## Accoglienza
Il film si è rivelato un sonoro fiasco commerciale debuttando soltanto al sesto posto durante il primo fine settimana di programmazione e incassando sul mercato USA complessivamente soltanto 21 milioni di dollari, tanto che in molti altri Paesi (Italia compresa), il film venne distribuito direttamente in home video.